# Chantrezac
Chantrezac est une ancienne commune du département de la Charente, en France. 
Elle a été regroupée à Roumazières en 1970, en même temps que Loubert-Madieu, pour former la commune de Roumazières-Loubert.

## Géographie
Chantrezac est située dans le nord-est de la Charente, à la limite de la Charente limousine. 
Le bourg est à 4,5 km au nord de la mairie de Roumazières-Loubert, 8 km au nord-est de Saint-Claud, chef-lieu de son canton, 13 km au sud-ouest de Confolens, sa sous-préfecture, et 44 km au nord-est d'Angoulême, sa préfecture.
L'ancienne commune est traversée au nord par la D 951, route d'Angoulême à Confolens et Guéret et route Centre-Europe Atlantique. Elle est aussi à un carrefour de routes départementales de moindre importance, et les D.60 et D.346 se croisent près du bourg. La D.60 (puis D.161 plus au sud) relie Roumazières au sud à la D.951 au nord.
Le bourg surplombe la Charente, encore petite, sur sa rive gauche.
Géologiquement, Chantrezac est à la limite du Bassin aquitain et du Massif central, plus exactement le plateau du Limousin. C'est en effet dans cette ancienne commune que la Charente quitte les terrains granitiques pour rentrer dans la zone du calcaire jurassique,,
.

## Toponymie
Des formes anciennes sont Cantreciacum vers l'an 1000, Chantrezaco en 1454. 
L'origine du nom de Chantrezac remonterait à un gentilice gallo-romain Cantretius, dérivé de Cantrius, auquel est apposé le suffixe -acum, ce qui correspondrait au « domaine de Cantretius ». La forme vulgaire Chantrezac, avec son z représentant s sonore, appuie cette explication,.

### Dialecte
Chantrezac est dans la partie occitane de la Charente qui en occupe le tiers oriental, et le dialecte est limousin. 
Elle se nomme Chantresac en occitan.

## Histoire
Un chemin ancien, peut-être d'origine protohistorique, traversait la commune d'est en ouest, et on en retrouve des vestiges près de Villars et de Chantrezac.
Le logis de la Faye, au nord du bourg et sur la rive droite de la Charente, a appartenu à M.Ganivet, ancien député de la Charente.

## Démographie
| 1793 | 1800 | 1806 | 1821 | 1831 | 1841 | 1846 | 1851 | 1856 |
| ---- | ---- | ---- | ---- | ---- | ---- | ---- | ---- | ---- |
| 801  | 716  | 720  | 788  | 809  | 741  | 808  | 790  | 770  |

| 1861 | 1866 | 1872 | 1876 | 1881 | 1886 | 1891 | 1896 | 1901 |
| ---- | ---- | ---- | ---- | ---- | ---- | ---- | ---- | ---- |
| 652  | 656  | 625  | 661  | 726  | 708  | 644  | 618  | 624  |

| 1906 | 1911 | 1921 | 1926 | 1931 | 1936 | 1946 | 1954 | 1962 |
| ---- | ---- | ---- | ---- | ---- | ---- | ---- | ---- | ---- |
| 647  | 631  | 573  | 549  | 454  | 487  | 460  | 442  | 385  |

| 1968 | - | - | - | - | - | - | - | - |
| ---- | - | - | - | - | - | - | - | - |
| 316  | - | - | - | - | - | - | - | - |

## Lieux et monuments
L'église paroissiale Saint-Martial est une ancienne église ogivale, restaurée à la fin du XIXe siècle.

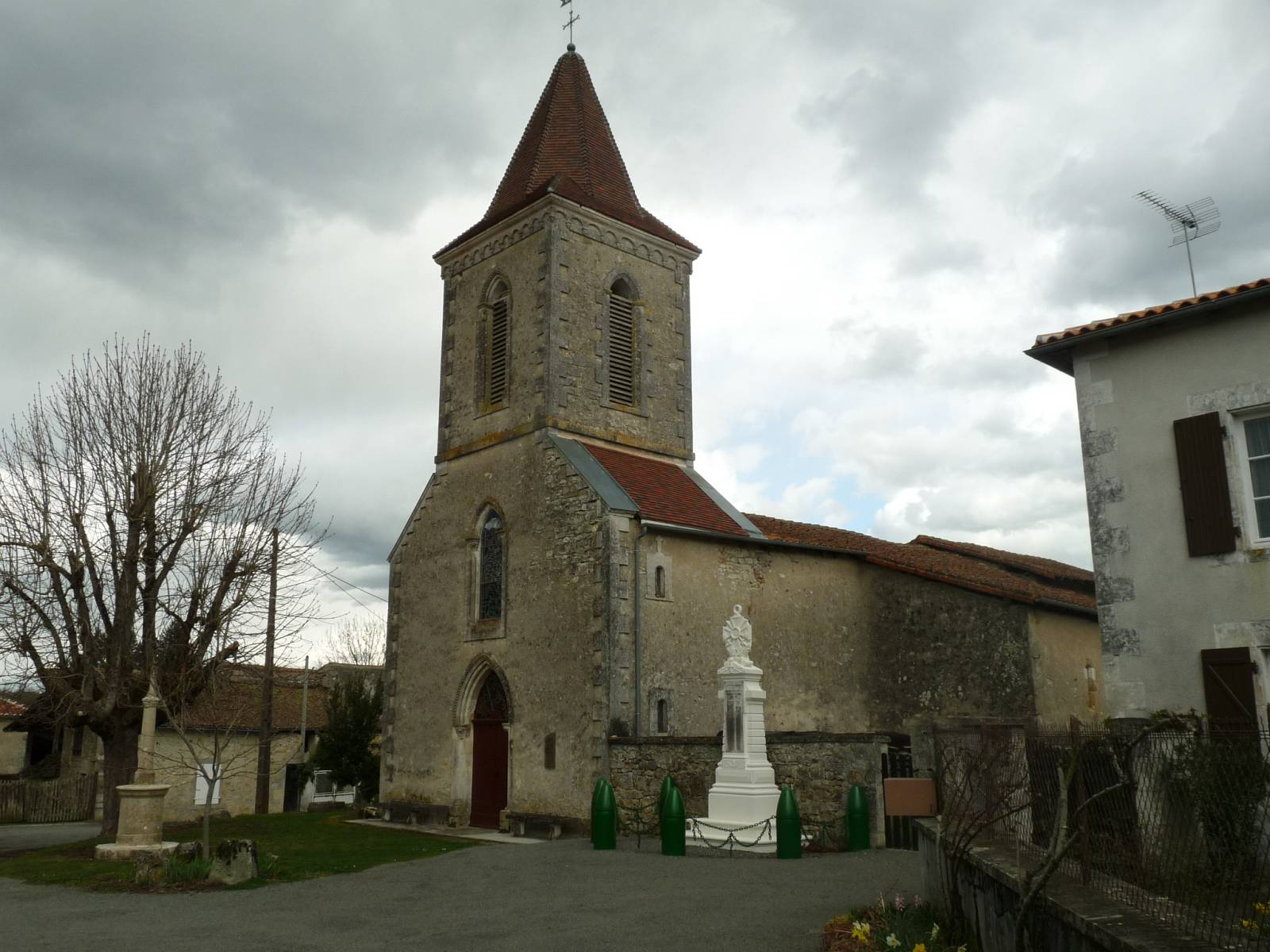
L'église et le monument aux morts